# Вулиця Олега Афанаса
Ву́лиця Оле́га Афана́са  — вулиця в Солом'янському районі міста Києва, місцевість Пост-Волинський. Пролягає від Новопольової вулиці до тупика.

## Історія
Вулиця виникла у 50-і роки XX століття під назвою Нова. У 1957 року отримала назву Бакуніна на честь російського політичного діяча Михайла Бакуніна. 
Сучасна назва на честь старшого солдата Збройних сил України Олега Афанаса з 2024 року.

## Будівлі
- Спорткомплекс ДБК-3, вул. Олега Афанаса, 14